# Кавахара Кадзухіса
Кадзухіса Кавахара (яп. 河原 和寿, нар. 29 січня 1987, Сайтама) — японський футболіст, нападник клубу «Ехіме».
Виступав, зокрема, за клуб «Альбірекс Ніїгата», а також молодіжну збірну Японії.

## Клубна кар'єра
У дорослому футболі дебютував 2005 року виступами за команду клубу «Альбірекс Ніїгата», в якій провів шість сезонів, взявши участь у 41 матчі чемпіонату. 
Згодом з 2009 по 2012 рік грав у складі команд клубів «Тотігі» та «Ойта Трініта».
До складу клубу «Ехіме» приєднався 2013 року. Станом на 7 лютого 2018 року відіграв за команду з Ехіме 182 матчі в національному чемпіонаті.

## Виступи за збірну
2007 року залучався до складу молодіжної збірної Японії. У її складі був учасником молодіжного чемпіонату світу 2007 року. На молодіжному рівні зіграв у 3 офіційних матчах.